# رود كليمنت
رود كليمنت هو سياسي كندي، ولد في 30 سبتمبر 1919، وتوفي في 9 مارس 1969. حزبياً، نشط في الحزب الليبرالي الكندي.